# Pradèlas
Pradèlas (en francès Pradelles) és un municipi francès situat al departament de l'Alt Loira i a la regió d'Alvèrnia-Roine-Alps. L'any 2007 tenia 626 habitants.

## Demografia

### Població
El 2007 la població de fet de Pradelles era de 626 persones. Hi havia 222 famílies de les quals 82 eren unipersonals (49 homes vivint sols i 33 dones vivint soles), 62 parelles sense fills, 66 parelles amb fills i 12 famílies monoparentals amb fills.
La població ha evolucionat segons el següent gràfic:
Habitants censats

### Habitatges
El 2007 hi havia 516 habitatges, 227 eren l'habitatge principal de la família, 250 eren segones residències i 40 estaven desocupats. 390 eren cases i 120 eren apartaments. Dels 227 habitatges principals, 148 estaven ocupats pels seus propietaris, 65 estaven llogats i ocupats pels llogaters i 13 estaven cedits a títol gratuït; 1 tenia una cambra, 21 en tenien dues, 43 en tenien tres, 68 en tenien quatre i 94 en tenien cinc o més. 118 habitatges disposaven pel capbaix d'una plaça de pàrquing. A 104 habitatges hi havia un automòbil i a 71 n'hi havia dos o més.

### Piràmide de població
La piràmide de població per edats i sexe el 2009 era:
| Homes | Edats   | Dones |
| ----- | ------- | ----- |
| 0     | 95 o +  | 4     |
| 8     | 90 a 94 | 8     |
| 8     | 85 a 89 | 36    |
| 8     | 80 a 84 | 12    |
| 24    | 75 a 79 | 8     |
| 16    | 70 a 74 | 16    |
| 12    | 65 a 69 | 24    |
| 24    | 60 a 64 | 16    |
| 16    | 55 a 59 | 16    |
| 4     | 50 a 54 | 8     |
| 16    | 45 a 49 | 16    |
| 40    | 40 a 44 | 24    |
| 28    | 35 a 39 | 12    |
| 16    | 30 a 34 | 16    |
| 12    | 25 a 29 | 12    |
| 16    | 20 a 24 | 12    |
| 16    | 15 a 19 | 28    |
| 16    | 10 a 14 | 20    |
| 8     | 5 a 9   | 28    |
| 12    | 0 a 4   | 12    |

## Economia
El 2007 la població en edat de treballar era de 355 persones, 234 eren actives i 121 eren inactives. De les 234 persones actives 217 estaven ocupades (112 homes i 105 dones) i 17 estaven aturades (9 homes i 8 dones). De les 121 persones inactives 30 estaven jubilades, 31 estaven estudiant i 60 estaven classificades com a «altres inactius».

### Ingressos
El 2009 a Pradelles hi havia 205 unitats fiscals que integraven 432 persones, la mediana anual d'ingressos fiscals per persona era de 15.555 €.

### Activitats econòmiques
Dels 34 establiments que hi havia el 2007, 3 eren d'empreses alimentàries, 1 d'una empresa de fabricació d'altres productes industrials, 5 d'empreses de construcció, 3 d'empreses de comerç i reparació d'automòbils, 2 d'empreses de transport, 7 d'empreses d'hostatgeria i restauració, 1 d'una empresa d'informació i comunicació, 2 d'empreses financeres, 1 d'una empresa immobiliària, 2 d'empreses de serveis, 3 d'entitats de l'administració pública i 4 d'empreses classificades com a «altres activitats de serveis».
Dels 16 establiments de servei als particulars que hi havia el 2009, 1 era una oficina d'administració d'Hisenda pública, 1 gendarmeria, 1 oficina de correu, 2 oficines bancàries, 1 taller de reparació d'automòbils i de material agrícola, 3 paletes, 1 guixaire pintor, 1 fusteria, 1 perruqueria i 4 restaurants.
L'únic establiment comercial que hi havia el 2009 era una fleca.
L'any 2000 a Pradelles hi havia 18 explotacions agrícoles que ocupaven un total de 528 hectàrees.

## Equipaments sanitaris i escolars
L'únic equipament sanitari que hi havia el 2009 era una farmàcia.
El 2009 hi havia una escola elemental.

## Poblacions més properes
El següent diagrama mostra les poblacions més properes.